# Braid Hills
Braid Hills är kullar i Storbritannien.   De ligger i kommunen City of Edinburgh och riksdelen Skottland, i den centrala delen av landet, 500 km norr om huvudstaden London.